# Faraday elektrolízis-törvényei

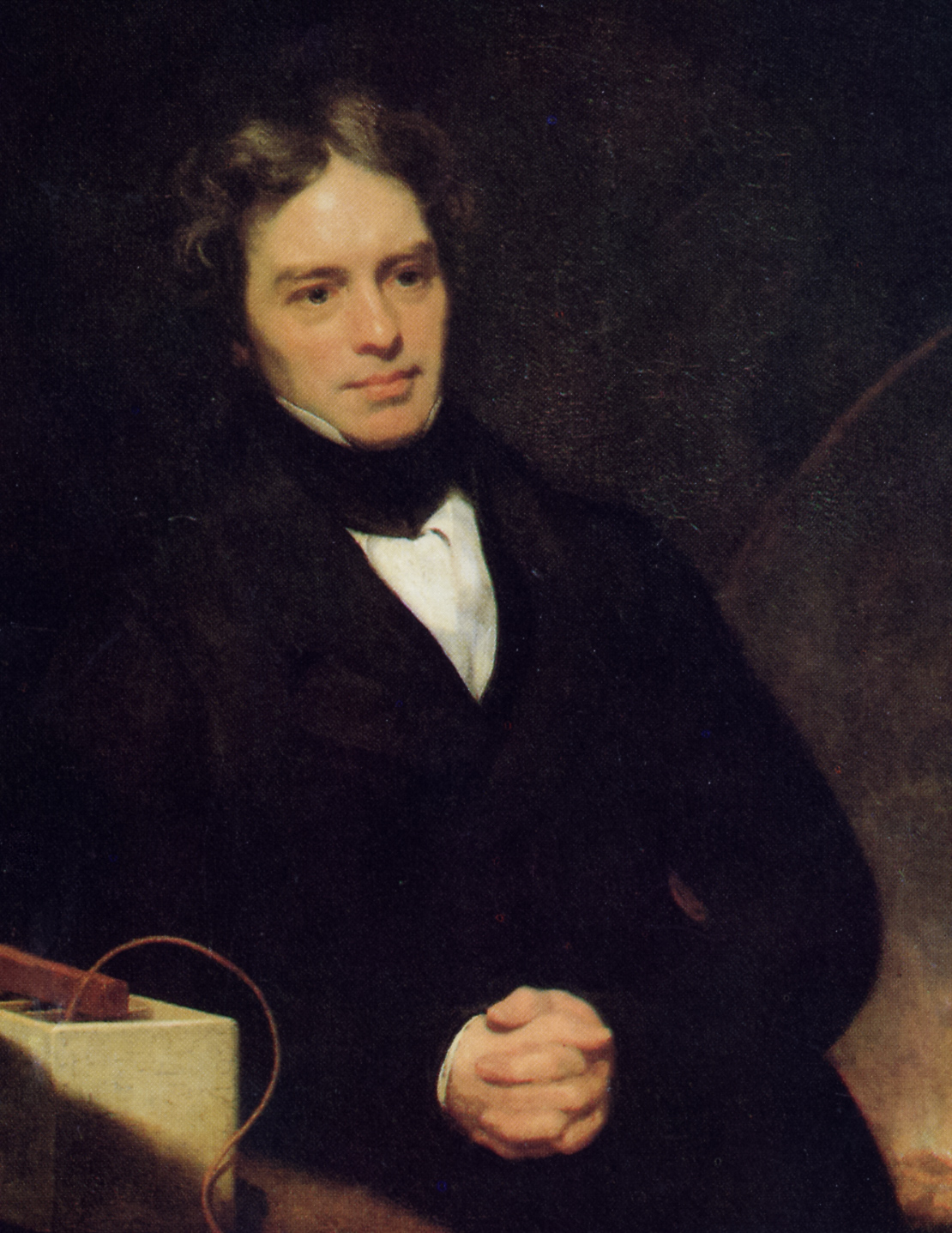
Michael Faraday, festette Thomas Phillips c1841-1842

Faraday elektrolízis-törvényei mennyiségi összefüggések, amelyek Michael Faraday 1834-ben publikált elektrokémiai kutatásain alapulnak.

## Általános megfogalmazás
Az elektrolízis Faraday-féle törvénye az alábbiak szerint megadja, hogy milyen kapcsolat van az elektrolízis során az elektródákon kiváló anyag mennyisége és az elektroliton áthaladó elektromos töltésmennyiség között, illetve  ezt a kapcsolatot hogyan befolyásolja az adott közeg anyagi minősége (a moláris tömeg, az ion töltésszáma). Az összefüggés szerint:
{\displaystyle m\ =\ {\frac {QM}{Fz}}}, ahol
{\displaystyle m} az elektrolízis során képződő anyag tömege grammokban.
{\displaystyle Q} az elektromos töltésmennyiség (mértékegysége: coulomb)
{\displaystyle F} = 96 485 C/mol a Faraday-állandó
{\displaystyle M} az anyag moláris tömege
{\displaystyle z} az oxidációs szám változása
Egyenáramú elektrolízis esetén a {\displaystyle t} idő alatt átáramló töltésmennyiség az áramerősség ({\displaystyle I}) és az idő szorzata:
{\displaystyle Q=It}, így
{\displaystyle m\ =\ {\frac {ItM}{Fz}}}.
A képződő anyagmennyiség mólban kifejezve: {\displaystyle n=m/M}, tehát:
{\displaystyle n\ =\ {\frac {It}{Fz}}}.
Időben változó elektromos áram esetén az elektromos töltésmennyiség az elektromos áram idő szerinti integrálja:
{\displaystyle Q=\int _{0}^{t}I(\tau )\ d\tau },
ahol {\displaystyle t} az elektrolízis teljes ideje, az {\displaystyle I}({\displaystyle \tau }) pedig az elektromos áram idő szerinti függvénye.
Ötvözetekre
{\displaystyle m\ =\ {\frac {Q}{F\cdot \sum \limits _{i}{\frac {w_{i}z_{i}}{M_{i}}}}}},
ahol {\displaystyle w_{i}=m_{i}/m} a tömegtört.

## A törvény szemléletes jelentése
Az elektrolízis Faraday-féle törvénye kétféle módon is szemléltethető. 
Az úgynevezett első törvény (Faraday első elektrolízis-törvénye) szerint:
Az elektrolízis során az elektródokon képződő anyag tömege arányos az áthaladó elektromos töltésmennyiséggel. Eszerint mivel adott anyag eseten {\displaystyle M} és {\displaystyle z} konstansok, minél nagyobb a {\displaystyle Q} értéke, annál több anyag fog képződni ({\displaystyle m}).
Faraday második elektrolízis-törvénye szerint adott elektromos töltésmennyiséggel elektrolizált anyag mennyisége arányos az anyag kémiai egyenértéksúlyával, ami {\displaystyle M/z}. Ebben a megfogalmazásban a {\displaystyle Q} a konstans, tehát minél nagyobb az {\displaystyle M/z}, annál több anyag fog képződni ({\displaystyle m}).
Más szavakkal: azonos töltésmennyiség különböző elektrolitokból kémiailag egyenértékű anyagmennyiséget választ ki.

## Kapcsolódó oldalak
- Michael Faraday

## Fordítás
- Ez a szócikk részben vagy egészben  a   Faraday's laws of electrolysis című angol Wikipédia-szócikk ezen változatának fordításán alapul.  Az eredeti cikk szerkesztőit annak laptörténete sorolja fel. Ez a jelzés csupán a megfogalmazás eredetét és a szerzői jogokat jelzi, nem szolgál a cikkben szereplő információk forrásmegjelöléseként.